# Brieven aan de Koningin
Brieven aan de Koningin is een speciale aflevering van Bassie en Adriaan. Deze werd op 25 december 1992 uitgezonden door de TROS. De uitzending is nooit herhaald of uitgebracht op video of dvd. Wel verscheen de aflevering op 24 december 2016 op het YouTube-kanaal.

## Verhaal
Het is Kerstmis. Bassie en Adriaan blikken terug op het jaar, wat bijna ten einde loopt. Ze kijken met veel plezier terug op de actie waarbij kinderen brieven en tekeningen konden insturen voor een boek voor toenmalige koningin Beatrix. Bassie en Adriaan laten zien hoe het boek tot stand kwam. Zo gaan ze op bezoek bij de kinderen van de christelijke Juliana School in Bussum die vragen beantwoorden over het leven van de Koningin en vertellen waarom ze hun tekening of brief hebben ingezonden. Samen met de kinderen zingen Bassie en Adriaan het liedje Waar zijn we toch mee bezig. Ook laten ze zien hoe het kiezen van de brieven en tekeningen in zijn werk ging. Bassie is teleurgesteld dat zijn tekening niet is uitgekozen voor het boek. Daarnaast gaan Bassie en Adriaan naar de drukkerij waar net het eerste exemplaar van het boek van de band rolt. De kinderen van de christelijke Juliana School in Bussum mogen het boek aan de Koningin aanbieden. Aan het eind van de uitzending hebben Bassie en Adriaan een kerstcadeautje voor elkaar. Beide krijgen een exemplaar van het boek 'brieven aan de Koningin'. In de aftiteling is te zien hoe het boek er van binnen uitziet.